# Huta Ostrowiec CVII
CVII — typ towarowych wagonów platform, produkowanych w latach 1946–1947 w Hucie w Ostrowcu Świętokrzyskim.
Po zakończeniu II wojny światowej, do czasu opracowania nowej dokumentacji, tabor produkowano na podstawie dokumentacji przedwojennej. Podobnie było w przypadku wagonów serii CVII, które zakłady Ostrowieckie wyprodukowały na podstawie dokumentacji z lat 20. i 30. wagonu o tym samym oznaczeniu. Wagony powojenne otrzymały oznaczenie serii Pddk i przeznaczone były do przewozu szyn.
Wagon miał ostoję o konstrukcji nitowanej, wzmocnioną podciągiem, podłogę z bali drewnianych i wyjmowane ściany czołowe z drewnianym oszalowaniem.
Ze względu na brak dostatecznych dostaw oprzyrządowania systemów hamulcowych, platformy CVII produkowane były bez układu hamulcowego, jedynie z przelotowym przewodem głównym.
W takim stanie wagony te eksploatowane były do połowy lat 60., kiedy część z nich (wraz z egzemplarzami sprzed wojny) poddana została modernizacji. Modernizacja objęła montaż burt bocznych i kłonic obrotowych (tak jak w platformach 4Z), montaż hamulca i rekonstrukcję urządzeń pociągowo–zderznych.
Wagony CVII wycofano z eksploatacji w drugiej połowie lat 70. XX wieku. Łącznie wyprodukowano około 200 wagonów tego typu.